# Pensione Oskar
Pensione Oskar (titolo originale: Pensionat Oskar, titolo internazionale: Like It Never Was Before) è un film del 1993 diretto da Susanne Bier.
Pellicola di produzione danese/svedese, distribuito per la prima volta il 3 marzo 1995, a tematica omosessuale e sceneggiato da Jonas Gardell. In Italia venne distribuito da Raisat Cinema.

## Trama
I coniugi Runeberg insieme ai loro tre figli decidono di fare una vacanza estiva presso la Pensione Oskar. Rune, il marito di Gunnell e padre dei bambini, con il tempo scoprirà la propria omosessualità. La causa di tutto è l’attrazione, ricambiata, verso un giovane e affascinante uomo di nome Petrus (garzone della pensione).

## Produzione
Il film ha goduto di un budget di circa 13.000.000 Corone svedesi.

## Riconoscimenti
- Montréal World Film Festival 1995
  - Vinto – Concorso ufficiale (Susanne Bier)
- Guldbagge Awards 1996
  - Vinto – Miglior Attore (Loa Falkman)
  - Vinto – Miglior Sceneggiatura (Jonas Gardell)
  - Vinto – Miglior attrice non protagonista (Sif Ruud nel ruolo di Stora och små män)
  - Candidatura – Miglior film (Stefan Baron)
  - Candidatura – Miglior attrice (Stina Ekblad)
- Verzaubert - International Gay & Lesbian Film Festival 1998
  - Candidatura – Miglior film (Susanne Bier)